# Oswaldo Chateaubriand
Oswaldo Chateaubriand Filho (São Paulo, São Paulo, Brasil, 27 de febrero de 1940) es un lógico y filósofo brasileño.

## Biografía
Obtuvo su Doctorado en Filosofía en 1971 en la Universidad de California en Berkeley (UCB) con su tesis: Ontic Commitment, Ontological Reduction and Ontology, bajo la tutela de Charles Chihara.  Fue profesor en diversas universidades como Cornell University (1972-1977), Harvard University (1972), University of Washington (1967-1972), Universidade de São Paulo (1962). Actualmente es profesor emérito del Departamento de Filosofía de la PUC-Rio(1979- actualidad). Desde el 2011 es miembro del Institute International de Philosophie. Es miembro de la Asociación Latinoamericana de Filosofía Analítica (ALFAn), dicha organización realizó la segunda edición de su escuela de verano en su honor en 2023. Es un autor con mucha influencia  en Iberoamérica,  ha sido invitado como conferencista a la séptima edición de las Jornadas Rolando Chuaqui Kettlun en 2005.

## Publicaciones selectas

### Libros
- Chateaubriand, O.; DA Silva, J. j. (Org.) ; FIGUEIREDO, V. (Org.). Arno Aurélio Viero - Sistemas axiomáticos formalizados: a questão da desinterpretação e da formalização da axiomática. 1. ed. Campinas: Coleção CLE, 2011. v. 1. 196p .
- Chateaubriand , O.; SAUTTER, F. (Org.) ; IMAGUIRE, G. (Org.) . Aspectos lógico-filosóficos da negação. 1. ed. Rio de Janeiro: PUC-Rio, 2008. v. 1. 175p .
- Chateaubriand, O. Logical Forms. Part II: Logic, Language, and Knowledge. 1. ed. Campinas: Editora CLE/UNICAMP, 2005. v. 1. 523p .
- Chateaubriand, O. Logical Forms. Part I: Truth and Description. 1. ed. Campinas: UNICAMP, Centro de Lógica, Epistemologia e História da Ciência, 2001. v. 1. 442p .

### Artículos
- Chateaubriand, O. (2003). Quine and ontology. Principia: an international journal of epistemology, 7(1), 41-74.
- Chateaubriand, O. (2002). Descriptions: frege and russell combined. Synthese, 130(2), 213-226.
- Chateaubriand, O. (2007). The truth of thoughts: variations on Fregean themes. Grazer Philosophische Studien, 75(1).
- Chateaubriand, O. (1990). Ockham's razor. O que nos faz pensar, 2(03), 51-75.
- Chateaubriand, O. (1968). Gerold Stahl. Enfoque moderno de la lógica clásica. Contribuciones a la lógica simbólica no. 1. Ediciones de la Universidad de Chile, Santiago de Chile1958, 187 pp.-Gerold Stahl. Introducción a la lógica simbólica. Contribuciones a la lógica simbólica no. 2. Editorial Universitaria, Santiago de Chile1962, 206 pp.-Gerold Stahl. Elementos de la metalógica y metamatemática. Contribuciones a la lógica simbólica no. 3. Editorial Universitaria, Santiago de Chile1964, 160 pp. The Journal of Symbolic Logic, 32(4), 519-521.
- Chateaubriand, O. (1905). Deconstructing ‘On Denoting’. On Denoting, 2005, 361-380.
- Chateaubriand, O. (2013). Logical truth and logical facts. Truth, Bucarest, Editorial Universitaria de Bucarest, 101-111.
- Chateaubriand, O. (2005). Platonism in Mathematics. Manuscrito: Revista Internacional de Filosofia, 28(2), 201-230.
- Chateaubriand, O. (2004). Boole on Reference and Universe of Discourse: Reply to John Corcoran. Manuscrito: Revista Internacional de Filosofia, 27(1), 173-182.
- Chateaubriand, O. (2004). Negation and negative properties: reply to Richard Vallée. Manuscrito: Revista Internacional de Filosofia, 27(1), 235-242.
- Chateaubriand, O. (1994). The tyranny of belief. O que nos faz pensar, 6(08), 39-61.